# Da Game Is to Be Sold, Not to Be Told
Da Game Is to Be Sold, Not to Be Told är den amerikanska hiphop-artisten Snoop Doggs tredje soloalbum. Det är det första Snoop Dogg-albumet som släpps av No Limit Records.

## Låtar
| Nr | Titel                     | Producent(er)   | Gästartist(er)                         | Kompositör                                              | Längd |
| -- | ------------------------- | --------------- | -------------------------------------- | ------------------------------------------------------- | ----- |
| 1  | "Snoop World"             | KLC             | Master P                               | Calvin Broadus & Percy Miller                           | 5:20  |
| 2  | "Slow Down"1              | O'Dell          | Mia X, O'Dell & Anita Thomas           | C. Broadus & Mia Young                                  | 4:10  |
| 3  | "Woof!"                   | MP & Craig B    | Fiend & Mystikal                       | C. Broadus, Ricky Jones & Michael Tyler                 | 4:22  |
| 4  | "Gin & Juice II"          | Carlos Stephens | -                                      | C. Broadus                                              | 3:36  |
| 5  | "Show Me Love"            | DJ Pooh         | Charlie Wilson                         | C. Broadus                                              | 3:53  |
| 6  | "Hustle & Ball"           | O'Dell          | -                                      | C. Broadus                                              | 3:26  |
| 7  | "Don't Let Go"            | DJ Darryl       | -                                      | C. Broadus                                              | 3:47  |
| 8  | "Tru Tank Doggs"          | KLC             | Mystikal                               | C. Broadus & M. Tyler                                   | 3:55  |
| 9  | "Whatcha Gon Do?"         | MP              | Master P                               | C. Broadus & P. Miller                                  | 2:37  |
| 10 | "Still a G Thang"         | Meech Wells     | -                                      | 4:20                                                    |       |
| 11 | "20 Dollars to My Name"   | MP              | Silkk the Shocker, Fiend & Soulja Slim | C. Broadus, R. Jones, Zyshonne King Miller & James Tapp | 4:09  |
| 12 | "D.O.G.'s Get Lonely 2"   | MP              | -                                      | C. Broadus, P. Miller & Z. K. Miller                    | 3:15  |
| 13 | "Ain't Nut'in Personal"   | Craig B         | C-Murder & Silkk The Shocker           | C. Broadus, Corey Miller & Z. K. Miller                 | 3:37  |
| 14 | "DP Gangsta"              | Craig B         | C-Murder & Eddie Griffin               | C. Broadus & C. Miller                                  | 4:53  |
| 15 | "Game of Life"            | Carlos Stephens | Steady Mobb'n                          | C. Broadus & Steady Mobb'n                              | 5:52  |
| 16 | "See Ya When I Get There" | Meech Wells     | C-Murder & Mystikal                    | C. Broadus, M. Tyler & C. Miller                        | 3:20  |
| 17 | "Pay for Pussy"           | Snoop Dogg      | Big Pimpin'                            | C. Broadus & D. Williams                                | 1:43  |
| 18 | "Picture This"            | Craig B         | -                                      | C. Broadus                                              | 2:31  |
| 19 | "Doggz Gonna Get Ya"      | KLC             | Mac                                    | C. Broadus & M. Phipps                                  | 4:59  |
| 20 | "Hoes & Money & Clout"    | Soopafly        | -                                      | C. Broadus                                              | 3:21  |
| 21 | "Get Bout It & Rowdy"     | KLC             | Master P                               | C. Broadus & P. Miller                                  | 4:22  |

## Singlar
| Titel                               | position   | position           | position       | position | position                        | position                           | Video Direktör             |
| Titel                               | US Hot 100 | USA Singles Top 40 | US R&B/Hip-Hop | US Rap   | Radio & Records Airplay - Urban | Radio & Records Airplay - Rhythmic | Video Direktör             |
| "Slow Down" (I Can't Take The Heat) | 41         | -                  | 32             | 4        | -                               | -                                  | Gerald K. Barclay          |
| "Still a G Thang"                   | 19         | 35                 | 16             | 3        | 15                              | 29                                 | Michael Martin             |
| "Woof!"                             | 62         | 36                 | 31             | 3        | -                               | -                                  | No Limit Films (Master P?) |